# Soleirolia
Soleirolia là chi thực vật có hoa trong họ Tầm ma.

## Các loài
Chi này gồm các loài:
- Soleirolia corsica
- Soleirolia repens
- Soleirolia soleirolii